# Adverse Selektion
Adverse Selektion (engl. Adverse Selection), auch Negativauslese oder Gegenauslese, im Bereich der Lebensversicherungen auch Antiselektion, bezeichnet in der Neuen Institutionenökonomik einen Prozess, in dem es auf einem Markt aufgrund von Informationsasymmetrie systematisch zu Ergebnissen kommt, die nicht Pareto-optimal sind.
Das erste grundlegende Modell hierzu wurde 1970 von George A. Akerlof entwickelt, der am Beispiel des Gebrauchtwagenmarkts gezeigt hat, wie es zur Verdrängung der erwünschten Anbieter kommt (sogenanntes Lemons-Problem, engl. für Problem der Montagsautos). Dafür wurde Akerlof 2001, gemeinsam mit Michael Spence und Joseph E. Stiglitz, mit dem Nobelpreis für Wirtschaftswissenschaften ausgezeichnet.

## Informationsasymmetrie
In der mikroökonomischen Vertragstheorie wird zwischen dem Vorliegen von Informationsasymmetrie vor oder nach Vertragsabschluss unterschieden. Das Problem der Adversen Selektion betrifft asymmetrische Information zum Zeitpunkt vor dem Vertragsabschluss; zum Problem der asymmetrischen Information nach Vertragsabschluss siehe Moralisches Risiko.
Informationsasymmetrie liegt dann vor, wenn zwischen zwei Wirtschaftssubjekten unterschiedliche Informationen vorliegen, also einer gegenüber einem anderen einen Wissensvorsprung hat. Gemäß der Prinzipal-Agenten-Theorie besitzt der Agent (Auftragnehmer) gegenüber dem Prinzipal (Auftraggeber) einen Wissensvorsprung, weswegen dieser die Leistungen des Agenten nur eingeschränkt beurteilen kann, was aber auch dazu führt, dass er aus diesen Ressourcen einen Nutzen ziehen kann, und Grund dafür ist, weshalb er den Agenten beauftragt. In der Alltagspraxis besitzt meist der Verkäufer einen Wissensvorsprung gegenüber dem Käufer, weil er in Produktkenntnissen geschult ist und den Käufer beraten soll.

### Beispiel zur Vereinfachung
Es stehen zwei Güter zur Auswahl, deren Qualität unterschiedlich ist – aber den Qualitätsunterschied kennt nur der Anbieter, nicht aber der Nachfrager. Da sich aus Sicht des Nachfragers die Güter nicht unterscheiden, wählt er das günstigere. Dies wird das schlechtere sein, denn gerade wegen der niedrigeren Qualität ist der Anbieter bereit, es günstiger anzubieten. Auf diese Weise werden nur noch Güter mit schlechterer Qualität gehandelt, denn diejenigen mit guter Qualität kann der Nachfrager nicht erkennen und ist daher nicht bereit, entsprechend mehr zu zahlen.
Auch wenn Nachfrager bereit sind, das bessere Gut zu einem Preis zu kaufen, der für Anbieter eines Gutes mit hoher Qualität akzeptabel ist, kommt dieser Handel wegen der Informationsasymmetrie nicht zustande, obwohl sowohl Anbieter als auch Nachfrager den Handel gerne durchführen würden.

### Das Lemons-Problem von Akerlof
Auf einem Markt für Gebrauchtwagen werden sowohl gute als auch schlechte Autos („Lemons“; entspricht im Deutschen ungefähr dem Begriff „Montagsautos“) angeboten. Die Information über die Qualität der Fahrzeuge ist allerdings asymmetrisch verteilt. Nur die Verkäufer kennen die Qualität der angebotenen Wagen, die Käufer hingegen nicht.
Da der Käufer also keinen Unterschied zwischen guten und schlechten Modellen feststellen kann, wird er einen Erwartungswert für die Qualität bilden, der zwischen guter und schlechter Qualität liegt, und daraus seinen Reservationspreis ableiten, also den Preis, den er maximal zu zahlen bereit ist.
Für die guten Autos, deren Mindestverkaufspreis, also der Reservationspreis der Anbieter, über dem Maximum des Käufers liegt, kommt daher kein Vertrag zustande. Für die Verkäufer von „Lemons“ ist der Verkauf jedoch attraktiv, da ihr Mindestverkaufspreis unter dem Maximum des Käufers liegt. Die guten Anbieter werden also vom Markt gedrängt, am Ende werden nur noch schlechte Gebrauchtwagen angeboten.

### Versicherungsmärkte
Im Versicherungsmarkt besteht eine Informationsasymmetrie zwischen Versicherern und Versicherten. Die Versicherer bedienen sich dabei der verfügbaren Mittel, um diese Informationsasymmetrie zu begrenzen. Beispielsweise sehen Versicherungsverträge detaillierte Auskunftspflichten vor, es werden verschiedene Vertragsmenüs (Selbstbeteiligungen etc.) angeboten usw.
Ein Modell zum Gleichgewicht auf Versicherungsmärkten bei unvollständiger Information wurde 1976 von Michael Rothschild und Joseph E. Stiglitz entworfen.
Beispiel
Hinweis: Im Folgenden wird zunächst von risikoneutralen Prinzipalen und Agenten ausgegangen. Das ist unüblich, ist aber einfacher zu zeigen und ändert nichts an den grundsätzlichen Aussagen des Modells.
Ein Versicherer V möchte eine Krankenversicherung anbieten. Als Kunden kommen zwei (gleich große) Menschengruppen A und B in Frage. Während die Gruppe A sehr gesundheitsbewusst lebt und im Erwartungswert mit 50 Euro Gesundheitskosten pro Jahr rechnet, sind die Menschen der Gruppe B starke Raucher und übergewichtig. Diese Gruppe rechnet pro Jahr mit 150 Euro Gesundheitskosten.
Wenn der Versicherer a priori nicht zwischen den beiden Gruppen unterscheiden kann, würde er den Erwartungswert (zuzüglich eines hier vernachlässigten Gewinnaufschlags) bilden und die Versicherung zu diesem Preis (hier 100 Euro) anbieten. Für 100 Euro sind jedoch die Gesundheitsbewussten nicht bereit, eine Krankenversicherung abzuschließen. Sie „versichern“ sich daher selbst und tragen eventuell anfallende Kosten selber. Da somit nur Menschen der Gruppe B die Versicherung abschließen, ist dieser Tarif nicht mehr finanzierbar, der Versicherer muss den Preis auf mindestens 150 Euro erhöhen.
Diese Situation ist für die Menschen der Gruppe A jedoch ungünstig. Selbst wenn sie gerne eine Versicherung abschließen würden, können sie dies nicht (oder nur zu sehr hohen Kosten). Auch der Versicherer hätte ja ein Interesse, den Menschen der Gruppe A einen Vertrag anzubieten. Aus diesem Grund gibt es bei privaten Krankenversicherungen sehr viele verschiedene Tarife, zum Beispiel mit unterschiedlichen Selbstbeteiligungen u. Ä.

### Steuern
Wenn mehrere Staaten mit unterschiedlichen Steuersystemen im Wettbewerb miteinander stehen, kann es ebenfalls zu adversen Selektionseffekten kommen.
Beispiel
Staat A hat ein Kopfsteuersystem, in dem jeder Bürger pauschal 100 Euro Steuern zahlen muss. Staat B hat eine progressive Einkommensteuer, bei der die Ärmsten nichts zahlen müssen, die Reichsten aber 200 Euro. Bevor die Grenzen zwischen den Staaten geöffnet sind, seien beide Haushalte im Gleichgewicht.
Durch politische Ereignisse kommt es zu einer Grenzöffnung zwischen den Staaten, so dass sich die Bürger beider Staaten ihren Wohnort frei suchen dürfen. Dabei werden tendenziell alle Bürger, die unter dem Steuerregime des Staats B mehr als 100 Euro Steuern zahlen, in den Staat A ziehen, und alle Bürger, die in Staat A bisher 100 Euro gezahlt haben und in Staat B weniger zahlen müssten, werden in Staat B ziehen. Dies führt dazu, dass Staat B sein Steuersystem nicht aufrechterhalten kann, weil alle, die bisher mehr als 100 Euro gezahlt haben, ausgewandert sind und er nicht mehr ausreichend Einnahmen erzielt.

### Sozialsystem
Ähnliche Argumente gelten für die Finanzierung von sozialen Sicherungsmaßnahmen:
Diese Maßnahmen werden durch den überdurchschnittlich einzahlenden Teil der jeweiligen Bevölkerung getragen, der selbst diese Leistungen aktuell nicht nutzt und evtl. kein unmittelbares Interesse an den bereitgestellten Leistungen hat. Sind mehrere Staaten miteinander im Wettbewerb, so kann es zwischen diesen Staaten zu einem Unterbietungswettlauf kommen:
- Ein hohes Niveau an sozialen Leistungen lockt die Bezieher dieser Leistungen an.
- Die Kosten für dieses Niveau müssen von den Bereitstellern (= Nettozahlern) dieser Leistungen getragen werden. Diese Kosten wirken auf diese Gruppe aber abschreckend.

Damit lockt ein Staat laut der Theorie systematisch die Bezieher von Sozialleistungen an, verdrängt aber den Teil der Bevölkerung, der diese Leistungen bezahlen könnte. Die Theorie berücksichtigt nicht, dass die Höhe der Sozialleistungen möglicherweise nur ein Aspekt unter vielen ist und nicht allein entscheidet, ob jemand das Land wechselt.
Der Ökonom Hans-Werner Sinn bezeichnet diesen Prozess als „selection principle“. Wenn Staaten miteinander im Systemwettbewerb stehen, seien sie auf lange Sicht nicht in der Lage, umverteilende Sozialsysteme aufrechtzuerhalten. Häufig wird der Staat New York dabei als Beispiel genannt: New York musste eingeführte hohe Sozialleistungen nach systematischer Einwanderung von Armen aus anderen Bundesstaaten der USA wieder abschaffen, um dem Bankrott zu entgehen. Mit diesem durch Wanderungsbewegungen ausgelösten Druck wird auch erklärt, warum es in dem in dieser Hinsicht föderaler aufgebauten Amerika kein mit Deutschland oder anderen europäischen Staaten vergleichbares soziales Sicherungssystem gibt: Selbst wenn einzelne Staaten oder gar die gesamte Nation dies wünschen würden, führt der Unterbietungswettlauf der anderen Staaten dazu, dass die Bereitstellung dieser Leistungen nicht möglich ist.
Anlässlich der EU-Osterweiterung 2004 wurde dieses Problem auch in Deutschland wieder diskutiert. Allerdings sind bestimmte Freiheiten für Bürger der Beitrittsländer für eine längere Zeit eingeschränkt.

## Lösungsmöglichkeiten
Um zu verhindern, dass es aufgrund dieser Informationsasymmetrie zu einem suboptimalen Handelsvolumen kommt, stehen verschiedene Maßnahmen zur Verfügung:
Signaling oder SignallingHierbei versuchen die informierten Marktteilnehmer (im Lemons-Beispiel: die Gebrauchtwagenverkäufer), die Informationsasymmetrie abzubauen. Hier haben die Anbieter guter Wagen ein Interesse, sich glaubhaft von den Anbietern schlechter Wagen abzugrenzen. Dabei nehmen sie Kosten auf sich, ein Signal zu produzieren, zum Beispiel ein DEKRA/TÜV-Gebrauchtwagensiegel etc. Dabei müssen die Vorteile der Signalproduktion höher sein als die Kosten dafür. Siehe auch Prinzipal-Agent-Theorie#Auftretende Probleme.
Screening (auch Selbstselektion)Hierbei werden geeignete Vertragsmenüs angeboten, so dass jeweils die guten Anbieter und die schlechten Anbieter unterschiedliche Verträge wählen. Beispielsweise könnten die guten Anbieter kostengünstig eine Gewährleistung anbieten, während dies den schlechten Anbietern zu teuer würde, so dass jeder Verkäufer, der bereit wäre, eine Gewährleistung anzubieten, automatisch ein guter Anbieter wäre. Ein anderes Beispiel sind Voll- und Teil-Versicherungsverträge. Die Versicherungsbeiträge zur Vollversicherung sind dabei überproportional teurer im Vergleich zur Teilversicherung. Gute Risiken mit geringer Schadenswahrscheinlichkeit wählen freiwillig die Teilversicherung, schlechte Risiken ziehen trotz des höheren Preises die Vollversicherung vor. Das Versicherungsunternehmen „filtert“ (to screen) die guten Risiken von den schlechten.
Allerdings kommt es bei diesen „Lösungsmöglichkeiten“ immer zu Kosten, so dass das erreichte Ergebnis nicht dem Marktgleichgewicht unter vollkommener Information entspricht und somit wohlfahrtssuboptimal (second best) ist.
(siehe auch die allgemeine Beschreibung bei: Informationsasymmetrie)
Des Weiteren kann durch den Einsatz von Intermediären (Handelsmittlern) die Informationsasymmetrie zwischen Anbietern und Nachfragern reduziert werden. Unter Nutzung von Skaleneffekten übernimmt der Intermediär dabei die Kosten des Signalling und Screening. Beispielsweise kann der Intermediär die Kosten für die Informationsbeschaffung auf eine sehr große Anzahl von Nachfragern verteilen. Da die Nachfrager durch die Nutzung der Intermediationsleistung erhebliche Kosteneinsparungen erzielen können, sind sie bereit, den Intermediär mit einer Provision zu entlohnen.